# Акпер Ханметов
Акбер, Акбер оглы Ханметов (25 октября 1938, Судур, Кусарский район — 26 декабря 2020, Баку) — доктор химических наук, старший научный сотрудник лаборатории № 30 «Катализ полимеризации» Института нефтехимических процессов Национальной академии наук Азербайджана.

## Биография
Акбер Акбер оглы Ханметов родился 25 октября 1938 года в селе Судур Гусарского района. В 1957 году окончил среднюю школу поселка Максима Горького Хачмазского района. С 1958 по 1961 год служил в Советской Армии. В 1962 году он поступил на химический факультет Азербайджанского государственного университета (ныне Бакинский государственный университет) и проучился там до 1965 года. С 1965 года продолжил образование в МГУ им. М. В. Ломоносова, а в 1968 году окончил этот же университет по специальности «химик». С 1969 по 1972 год учился в аспирантуре Института нефтехимических процессов имени Ю. Х. Мамедалиева Национальной Академии Наук Азербайджана, а с 1972 по 1976 год работал младшим научным сотрудником в том же институте. С 1977 по 1995 год работал старшим научным сотрудником в Институте нефтехимических процессов им. Ю. Х. Мамедалиева Национальной академии наук Азербайджана, с 1996 по 2001 год в Институте научных исследований «Олефины» и с 2002 по 2012 год в Институте нефтехимических процессов имени Ю. Г. Мамедалиева НАНА. Ведущий научный сотрудник института, с 2014 года работает старшим научным сотрудником лаборатории «Полимеризационный катализ» № 30 Института нефтехимических процессов. С 2012 года являлся членом Малого ученого совета Института нефтехимических процессов.
Акбер Ханметов скончался 26 декабря 2020 года в Баку.

## Научная деятельность
А. В 1975 году А. А. Ханметов защитил диссертацию на тему «Исследование реакции солигомеризации бутадиена и изопрена с этиленом и стиролом в присутствии сложных каталитических систем, содержащих никель» и получил степень кандидата химических наук. В 2011 году он успешно защитил диссертацию на тему «Селективная олигомеризация этилена в присутствии гомогенных и гетерогенных сложных каталитических систем, содержащих цирконий» на соискание ученой степени доктора химических наук по специальности «Нефтехимия» и получил звание доктора химических наук.

## Основные научные достижения
Научно-исследовательская работа Акбера Ханметова в основном посвящена изучению процессов олигомеризации и полимеризации низкомолекулярных олефинов в присутствии металлокомплексных катализаторов и ионных жидкостей. Эти исследования включают промышленный полиэтилен низкой плотности, высокоэффективные поверхностно-активные вещества, синтетические полиэтиленовые масла с низкой температурой замерзания и высоким индексом вязкости, высшие спирты и угольные кислоты, алкиламины, н-алкилфенолы, деэмульгаторы, антикоррозионные ингибиторы, и так далее. Разработка гомогенных и гетерогенных металлокомплексных катализаторов, обеспечивающих селективный синтез узких фракций линейных альфа-олефинов путем олигомеризации этилена и создание процессов селективной олигомеризации линейных альфа-олефинов этилена на узкие фракции. Акбер Ханметов создал научную основу для разработки гомогенных и гетерогенных комплексных катализаторов на основе соединений циркония для селективной олигомеризации этилена до узких фракций a-олефинов. Линия этилена предложила механизм «маршрутной регуляции» характера молекулярно-массового распределения олигомерного продукта, который может стать основой для целенаправленного поиска новых катализаторов селективной олигомеризации альфа-олефинов в узкие фракции. Цирконийсодержащие комплексные каталитические системы, разработанные А. Ханметовым, успешно прошли испытания в грозненском филиале ООО «Пластполимер» (Россия) и в исследовательском центре SABIC (Саудовская Аравия) в процессе селективного получения узких фракций линейных альфа-олефинов и рекомендуются для промышленного использования.

## Семья
Женат. Трое детей и четверо внуков.

## Названия основных научных работ
Всего он является автором более 150 научных работ, в том числе 23 изобретений, 39 статей и тезисов более чем 40 международных и республиканских научных конференций. Его изобретения получили патенты со всего мира, Европы и Российской Федерации.
1. Matlab Khamiyev, Akbar Khanmetov, Vakhshouri Amir Reza, Reyhan Aliyeva, Kamala Hajıyeva‐Atayi, Zeynab Akhundova, Gunay Khamiyeva. Zirconium Catalyzed Ethylene Oligomerization. https://doi.org/10.1002/aoc.5409
2. Khanmetov A.A., Hajiyeva K.Sh., Khamiyev M.J., Alieva R.V., Azizbeyli H.R., Ahmedbekova S.F. Synthesis of zirconyl naphthenates on the basis of oil acids and their applying as complex catalytic systems in the process of oligomerization (polymerization) of ethylene // Azerbaijan Chemical Journal, 2018, № 3, p. 91-98.
3. Xanmətov Ə.Ə., Quliyev A.D., Hacıyeva K.Ş., Xamiyev M.C., Bağırova Ş.R., Əzizbəyli H.R., M.B. Hüseynova. Etilenin oliqomerləşməsi prosesində istifadə olunan sirkonil naftenatların istilik-fiziki və morfoloji xüsusiyyətləri // Gənc Tədqiqatçı, 2018, IV cild, № 2, s.33-39.
4. Khamiyev M.J., Azizov A.H., Khanmetov A.A., Alieva R.V. Oligomerization of ethylene in the presence of heterogenized complex catalytic systems based on ionic liquid-type substituted zirconium phenolates // Applied organometallic chemistry, DOI: 10.1002/aoc.3692, 2017, v.31 (9) p. 1-9.
5. Azizov A.H., M.J.Khamiyev, Khanmetov A.A., Aliyeva R.V.Oligomerization of the ethylene in the presence of new heterogenized Zr-containing complex catalytic systems // Eur. Chem. Bull. 2015, 4(II), p. 503-511
6. Ханметов А. А., Азизов А. Г., Хамиев М. Дж., Алиева Р. В. Олигомеризация этилена в присутствии сложных каталитических систем на основе фенолов циркония с ионно-жидкостными заменителями и исследование структурно-группового состава продукта // Актуальные проблемы современной биологии и химии, научно-практическая конференция. -Гянджа. −2015. — С. 102—106.
7. Ханметов А. А., Азизов А. Г., Хамиев М. Ж., Алиева Р. В., Ахмедбекова С. Ф. Олигомеризация этилена в присутствии сложных каталитических систем на основе соединений циркония с лигандами, содержащими «ионно-жидкостные» заместители // Нефть и нефтехимия. −2014. — № 3. — с 17 −23.
8. Ханметов А. А., Азизов А. Х., Алиева Р. В., Алиев Б. М. Синтез и каталитические свойства комплексов циркония с лигандом «привитые» ионные лигиды / Расплав солей и ионных лигидов XXV, — 2014, Таллинн, -с. 295
9. Ханметов А. А., Азизов А. Х., Алиева Р. В., Гулиев А. Д. Молекулярная сложность в современной химии Москва. −2014. -п. 311.
10. Ханметов А. А., Азизов А. Г., Алиева Р. В., Аскерова Х. Г. Олигомеризация гептена-1 в олигоалкилнафтеновом масле / IV Международная конференция по химии и физико-химии олигомеров. Казань. — 2011. — 34 с.
11. Ханметов А. А., Азизов А. Г., Алиева Р. В., Кулиев В. Б. Некоторые закономерности и механизм регуляции молекулярно-массового распределения продуктов олигомеризации этилена в присутствии Zr-содержащих комплексов металлов // Нефтехимия. — 2008. -№ 6. -p. 403-411.
12. Ханметов А. А., Азизов А. Г., Хасанова Р. З., Кадымалиева Н. Полисинтетические моторные масла на основе нефтяных и полиэтиленовых масел // Мир нефтепродуктов. Бюллетень нефтяных компаний. — 2008. -№ 7. -стр.20-23.
13. Ханметов А. А. Олигомеризация этилена в присутствии модифицированных комплексных катализаторов на основе циркониевых диспергированных лиганд-карбоксилатхлоридов // Нефтепереработка и нефтехимия. — 2007. -№ 1. -стр.27-30.
14. Ханметов А. А., Азизов А. Г., Пиралиев А. Г. Олигомеризация этилена в присутствии каталитических систем на основе дицетонатохлоридов с замещенным лигандом циркония // Нефтехимия. — 2006. -№ 5. -p. 366-370.